# Nadalhac (Dordonya)
Nadalhac (en francès Nadaillac) és un municipi francès situat al departament de la Dordonya i a la regió de la Nova Aquitània.

## Demografia
| 1962                                       | 1968 | 1975 | 1982 | 1990 | 1999 | 2007 |
| ------------------------------------------ | ---- | ---- | ---- | ---- | ---- | ---- |
| 313                                        | 308  | 296  | 304  | 285  | 341  | 339  |
| Des de 1962: població sense dobles comptes |      |      |      |      |      |      |

## Administració
| Període   | Identitat             | Partit |
| --------- | --------------------- | ------ |
| 1953-2001 | Jean Veysset          |        |
| 2001-2008 | François Veyssière    |        |
| 2008-     | Jean-Claude Veyssière |        |